# 基拉韋亞 (夏威夷州)
基拉韋亞是位於美國夏威夷州可愛縣的一個人口普查指定地區。
此地地名與位於夏威夷島的基拉韋亞火山同名，在夏威夷語皆指「湧出」或「大量湧出」。

## 地理
基拉韋亞的座標為22°12′36″N 159°24′36″W / 22.21000°N 159.41000°W，而該地最高點為海拔高度89米（即292英尺）。

## 人口
根據2010年美國人口普查的數據，基拉韋亞的面積為13.60平方千米，當中陸地面積為12.80平方千米，而水域面積為0.80平方千米。當地共有人口2,803人，而人口密度為每平方千米206.1人。